# Louis de Haraucourt
Louis de Haraucourt, mort en 1456, est issu de la vieille noblesse lorraine. Au XVe siècle, il a été évêque de la principauté épiscopale de Verdun, puis de celle de Toul, et revint ensuite à celle de Verdun.

## Biographie
Louis est un fils de Jean III de Haraucourt, bailli de Saint-Mihiel et régent du duché de Lorraine pendant la minorité de Charles II de Lorraine. Louis était aussi filleul de Louis de Bar, son prédécesseur. Il devient chanoine de Toul et chantre de Verdun.
Louis de Haraucourt est élu évêque de Verdun après la mort de Louis de Bar en 1430. Il y avait une conduite fort peu régulière et le chapitre l'accusa auprès du pape. Louis se vengea en exerçant des violences dans la ville de Verdun, mais comprit que ces scandales l'empêchaient de rester dans son diocèse.
À Toul, après la mort d'Henri de Ville, le chapitre avait élu Frédéric de Clézentaine, également appelé Ferri de Clézentaine, mais le pape refusa de confirmer l'élection, estimant que la nomination de l'évêque relevait de sa prérogative. Les chanoines voulurent d'abord plaider leur cause à Rome mais y renoncèrent en raison de la durée potentielle du procès et des frais et proposèrent au pape Louis de Haraucourt. Le pape accepta, car la nomination libérait l'évêché de Verdun où le pape put nommer Guillaume Fillâtre pour plaire au duc de Bourgogne.
À Toul, il fit oublier sa conduite passée par la sagesse de son administration et René d'Anjou, duc de Lorraine, l'envoya comme ambassadeur au concile de Bâle auprès du pape Eugène IV. Le duc l'estimait et lui donna des fonctions dans le gouvernement du duché, et Louis n'était que peu souvent dans son diocèse. Mais les querelles entre les bourgeois et les chanoines de Toul reprirent, obligeant ces derniers à se réfugier à Vaucouleurs. De nombreux combats suivirent. En 1449, pendant une procession, l'évêque fut insulté par les bourgeois et il négocia avec Guillaume Fillâtre l'échange de leur diocèse, qui fut effectif et approuvé par le pape en 1449. 
À sa mort en 1456, son petit-neveu Guillaume de Haraucourt lui succède comme évêque de Verdun.
Les numismates ont recensé quelques pièces de monnaie portant sa marque,,.

## Sources
- Nicolas Roussel, Histoire ecclésiastique et civile de Verdun, t. 1, Paris, 1745 (lire en ligne), p. 377-384 et 395-397.
- A. D. Thierry, Histoire de la ville de Toul et de ses évêques, vol. 2, Paris, 1841 (lire en ligne), p. 1-10.